# 南住吉 (大阪市)
南住吉（みなみすみよし）は、大阪府大阪市住吉区にある町名。現行行政地名は南住吉一丁目から南住吉四丁目。

## 地理
住吉区の中央部に位置し、東に長居西、南東に我孫子西、西に北から南向かって上住吉と千躰と殿辻と沢之町、南に山之内、北に大領、北西に万代東と接している。北から順に1～4丁目がある。

## 歴史

### 沿革
1981年（昭和56年）、大阪市住吉区上住吉町・南住吉町1 - 4丁目・千躰町・殿辻町・沢之町・遠里小野町1 - 3丁目・山之内町1 - 4丁目の各一部より、南住吉1 - 4丁目成立。

## 世帯数と人口
2024年（令和5年）9月30日現在の世帯数と人口は以下の通りである。
| 丁目         | 世帯数    | 人口     |
| ------------ | --------- | -------- |
| 南住吉一丁目 | 1,594世帯 | 2,952人  |
| 南住吉二丁目 | 1,933世帯 | 3,890人  |
| 南住吉三丁目 | 840世帯   | 1,777人  |
| 南住吉四丁目 | 1,155世帯 | 2,359人  |
| 計           | 5,522世帯 | 10,978人 |

### 人口の変遷
国勢調査による人口の推移。
| 1995年（平成7年）  | 10,488人 | [ 6 ]  |  |
| 2000年（平成12年） | 10,785人 | [ 7 ]  |  |
| 2005年（平成17年） | 11,049人 | [ 8 ]  |  |
| 2010年（平成22年） | 11,114人 | [ 9 ]  |  |
| 2015年（平成27年） | 11,547人 | [ 10 ] |  |
| 2020年（令和2年）  | 11,128人 | [ 11 ] |  |

### 世帯数の変遷
国勢調査による世帯数の推移。
| 1995年（平成7年）  | 3,908世帯 | [ 6 ]  |  |
| 2000年（平成12年） | 4,223世帯 | [ 7 ]  |  |
| 2005年（平成17年） | 4,497世帯 | [ 8 ]  |  |
| 2010年（平成22年） | 4,657世帯 | [ 9 ]  |  |
| 2015年（平成27年） | 4,833世帯 | [ 10 ] |  |
| 2020年（令和2年）  | 4,885世帯 | [ 11 ] |  |

## 学区
市立小・中学校に通う場合、学区は以下の通りとなる。なお、小学校・中学校入学時に学校選択制度を導入しており、通学区域以外に住吉区の小学校・中学校から選択することも可能。
| 丁目         | 番   | 小学校               | 中学校             |
| ------------ | ---- | -------------------- | ------------------ |
| 南住吉一丁目 | 全域 | 大阪市立大空小学校   | 大阪市立三稜中学校 |
| 南住吉二丁目 | 全域 | 大阪市立南住吉小学校 | 大阪市立三稜中学校 |
| 南住吉三丁目 | 全域 | 大阪市立南住吉小学校 | 大阪市立三稜中学校 |
| 南住吉四丁目 | 全域 | 大阪市立大空小学校   | 大阪市立三稜中学校 |

## 事業所
2021年（令和3年）現在の経済センサス調査による事業所数と従業員数は以下の通りである。
| 丁目         | 事業所数  | 従業員数 |
| ------------ | --------- | -------- |
| 南住吉一丁目 | 88事業所  | 1,121人  |
| 南住吉二丁目 | 78事業所  | 595人    |
| 南住吉三丁目 | 83事業所  | 1,928人  |
| 南住吉四丁目 | 47事業所  | 374人    |
| 計           | 296事業所 | 4,018人  |

## 交通

### バス
2020年4月現在
括弧内の停留所は、矢印の方向の時のみ停車
- 大阪シティバス[15]
  - 4号系統：南住吉一丁目 - 南住吉一丁目東
  - 24号系統：千躰 - 南住吉一丁目 - 南住吉一丁目東
  - 54A・54B・54D号系統：千躰 ……（住吉区役所区民センター →）- 南住吉住宅前 - 南住吉
  - 63系統：千躰 - 南住吉一丁目 -（← 南住吉一丁目東）- 南住吉二丁目 - 南住吉三丁目 - 住吉区役所区民センター - 南住吉住宅前 - 南住吉
  - 64系統：千躰 …… 住吉区役所区民センター → 南住吉住宅前
  - 65系統：千躰

### 道路
- 国道479号（長居公園通）
- 大阪府道30号大阪和泉泉南線（あべの筋）

## 施設
- 住吉区役所
- 住吉区民センター
- 大阪市立住吉図書館
- 大阪市立南住吉小学校
- 住吉警察署 南住吉交番
- 沢之町公園
- 万代 南住吉店
- 阪和住吉総合病院
- 阪和病院（阪和記念会館）
- まるとく市場南住吉店
- ライフ南住吉店
- あびこ幼稚園
- 南住吉つばさ保育園

## その他

### 日本郵便
- 〒558-0041[3]（集配局：住吉郵便局[16]）

## ギャラリー

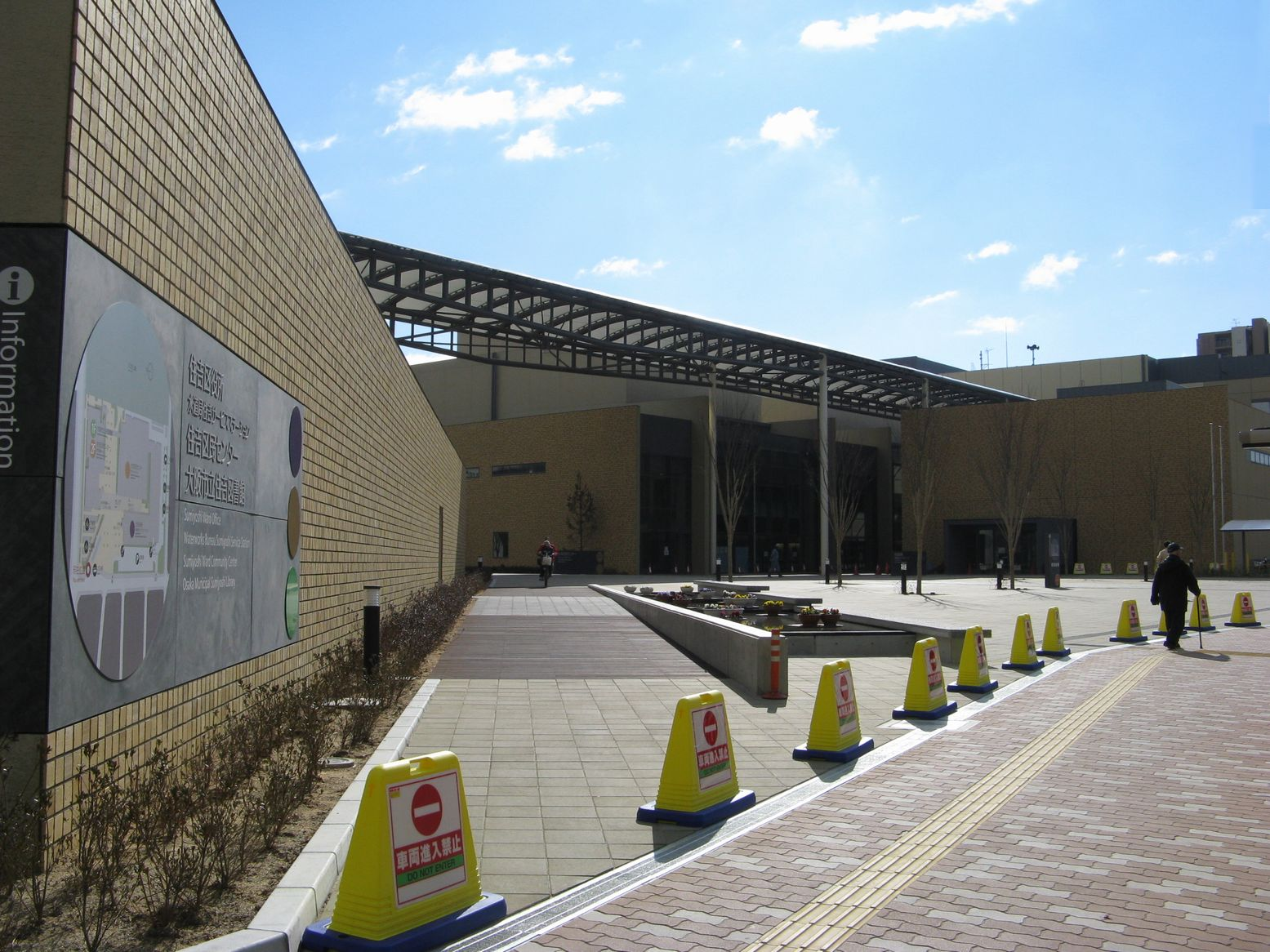
大阪市住吉区役所
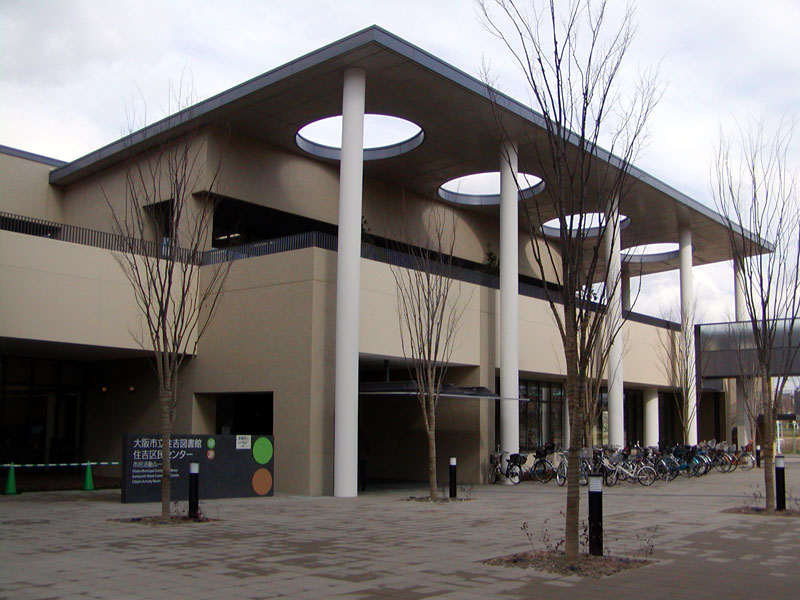
大阪市立住吉図書館